# 横浜国際航空
横浜国際航空株式会社（よこはまこくさいこうくうかぶしきがいしゃ、英語名：Air Yokohama = エアヨコハマ）は、神奈川県横浜市中区山下町74-1に本社を置いていた航空会社であったが、実際に旅客便は就航させていなかった。

## 概要
1997年（平成9年）8月に横浜のビル賃貸業斎藤商事が80%を出資して設立。資本金6000万円。代表取締役は斎藤茂保。当初は羽田-関空間の就航を計画していたが、競争激化・運賃下落などの事情から横浜-小笠原間を飛行艇で就航する計画に変更した。その後、港湾からの発着の困難と飛行艇での定期航空路就航の困難などの事情から計画が進展しなかった。
現在はWebサイトも閉鎖され、事業は中断または停止（事実上の経営破綻）されたものと思われる。

## 就航計画

### 当初
当初は羽田の拡張と航空会社の新規参入の緩和に併せて、羽田空港を中心に関空、マカオ、新千歳、福岡線を計画していた。

### 飛行艇

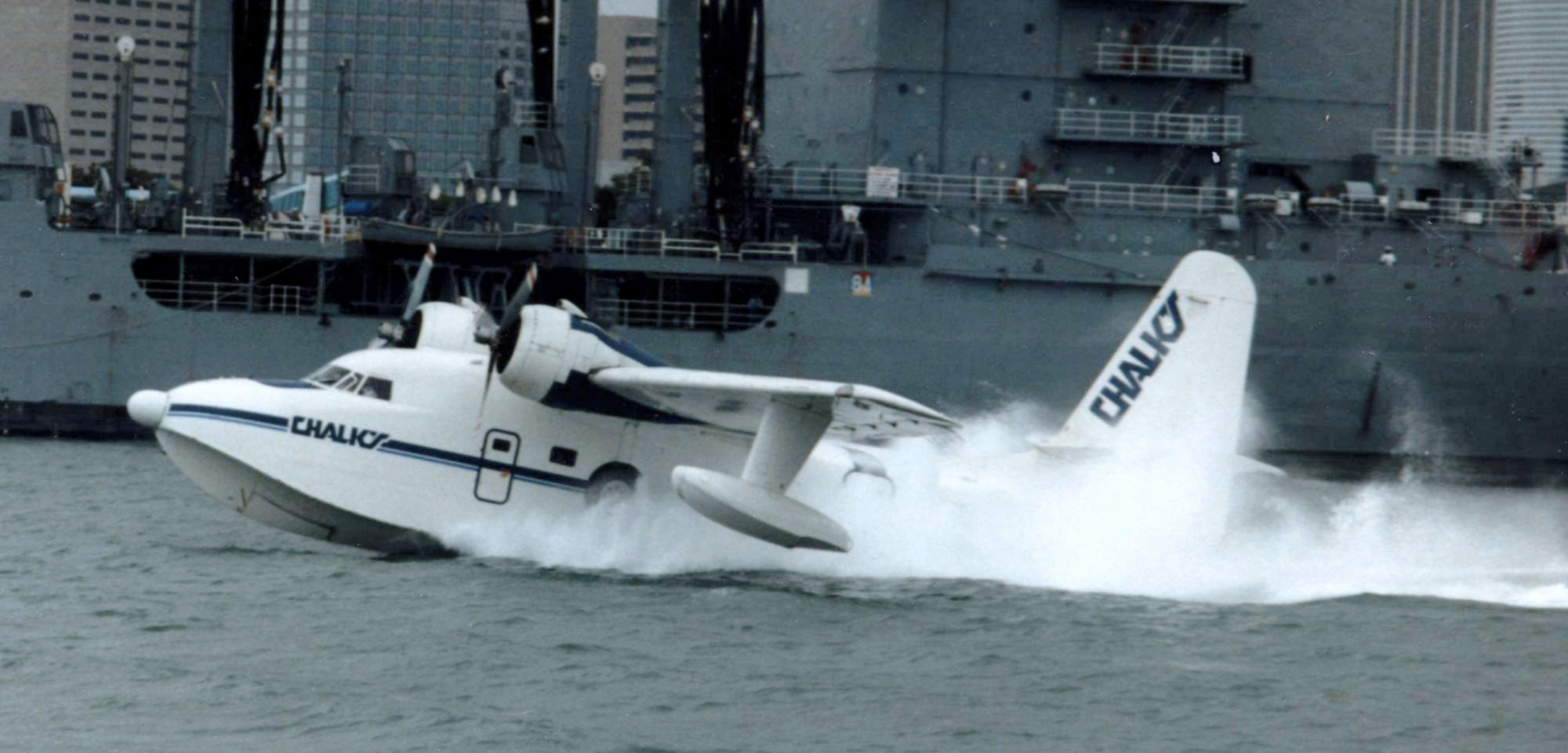
就航中のチョークス・オーシャン機
_{機体はグラマンHU-16で、横浜国際航空が就航を予定していたG-111Tとは同型機である。}

2000年（平成12年）8月にアメリカ・フロリダ州の航空会社、チョークス・オーシャン・エアウェイズと技術支援に関する基本合意契約を結び、チョークス社が保有する飛行艇をリースし、整備や運航に関するノウハウを取得して横浜-小笠原諸島を結ぶ定期便を2001年（平成13年）8月に就航する計画を発表した。
機材はすでに生産が終わってから数十年が経つグラマンG111Tアルバトロス2機を予定していた。1機あたりの運航経費は年間4億5千万円を見込んでいた。発着場は横浜みなとみらい21地区か横浜・八景島シーパラダイス周辺の海面で、飛行時間は4時間、運賃は大人片道25000円程度。
しかし、この計画を発表した段階では東京都、小笠原村、運輸省（現・国土交通省）との協議は行っておらず、小笠原村からは飛行艇では就航が不安定であることから否定的意見が出された。またG-111Tを定期航空路に就航させるには型式証明の取得に難点があり、計画は延期と発表された。